# 地球圏・生物圏国際協同研究計画
地球圏・生物圏国際協同研究計画（ちきゅうけん・せいぶつけんこくさいきょうどうけんきゅうけいかく、英: International Geosphere-Biosphere Programme; IGBP）とは、1986年の第21回国際科学会議（The International Council for Science; ICSU）の決議により実施されることになった全地球的変化に関する国際協同研究プロジェクトである。

## 概要

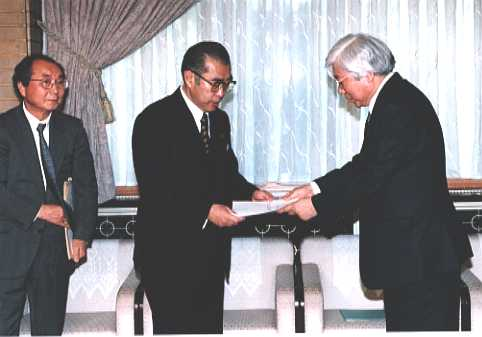
内閣総理大臣小渕恵三（中央）に勧告「地球圏‐生物圏国際協同研究計画（IGBP）の促進について」を手渡す日本学術会議会長吉川弘之（右）と日本学術会議IGBP専門委員会委員長榧根勇（左）（1999年4月12日、総理大臣官邸にて）

IGBPの活動は、地球環境に対する物理・化学・生物的な諸現象による影響とそれらの相互作用を解明することである。
研究対象は陸地、海洋、大気およびそれらの複合領域で、それらに生じる自然現象や人間活動による影響など、現状を理解し未来を予測するための古環境の把握など、ほぼ地球上で過去現在起きている事の全般にわたる。学問分野では地球科学、地球環境化学、環境化学、気候学、海洋学、生物地球化学さらには社会科学、環境工学、人文科学等と自然科学から人文科学、基礎科学から応用科学まで多岐にわたり、プロジェクトへの参加者は全世界で70カ国、1万人を越えていた。
当初は1990年から10年間の予定であったが、最終的に1987年から2015年まで実施された。その後はフューチャー・アースとして活動が継続されている。

## IGBPの各プロジェクト
IGBPには以下のコアプロジェクトがある。
- 地球システムの解析・統合・モデリング（英語版）（AIMES: Analysis Integration and Modeling of the Earth System）
- 全球陸域研究計画 （英語版）（GLP: Global Land Project）
- 地球大気化学国際協同研究計画 （英語版）（IGAC: International Global Atmospheric Chemistry）
- 統合陸域生態系－大気プロセス研究計画（iLEAPS: Integrated Land Ecosystem-Atmosphere Processes Study）
- 海洋生物地球化学と生態系の統合研究（IMBER: Integrated Marine Biogeochemistry and Ecosystem Research）
- 沿岸域における陸地－海洋相互作用研究計画（LOICZ: Land-Ocean Interactions in the Coastal Zone）
- 古環境の変遷研究計画（PAGES: Past Global Changes）
- 海洋・大気間の物質相互作用研究計画 （英語版）（SOLAS: Surface Ocean Lower Atmosphere Study）
- 全球海洋生態系変動機構 （英語版）（GLOBEC: Global Ocean Ecosystem Dynamics）[4]

## IGBP共同プロジェクト
IGBPでは以下の共同プロジェクトも実施していた。
- グローバル・カーボン・プロジェクト（英語版） - Global Carbon Project (GCP)
- 地球環境変化と健康計画 - Global Environmental Change and Human Health (GECHH)
- 地球環境変化と食糧システム計画 - Global Environmental Change and Food Systems (GECAFS)
- 全球水システム計画 - Global Water System Project (GWSP)

## 国際パートナー
IGBPの国際協同研究パートナー
- 地球システム科学パートナーシップ（英語版） - Earth System Science Partnership (ESSP)
- 世界気候研究計画 - en:World Climate Research Programme (WCRP)
- 生物多様性科学国際共同研究計画（英語版） - Diversitas[7]
- 地球環境変化の人間・社会的側面に関する国際研究計画（英語版） - International Human Dimensions Programme (IHDP)